# Jeziora na Tytanie

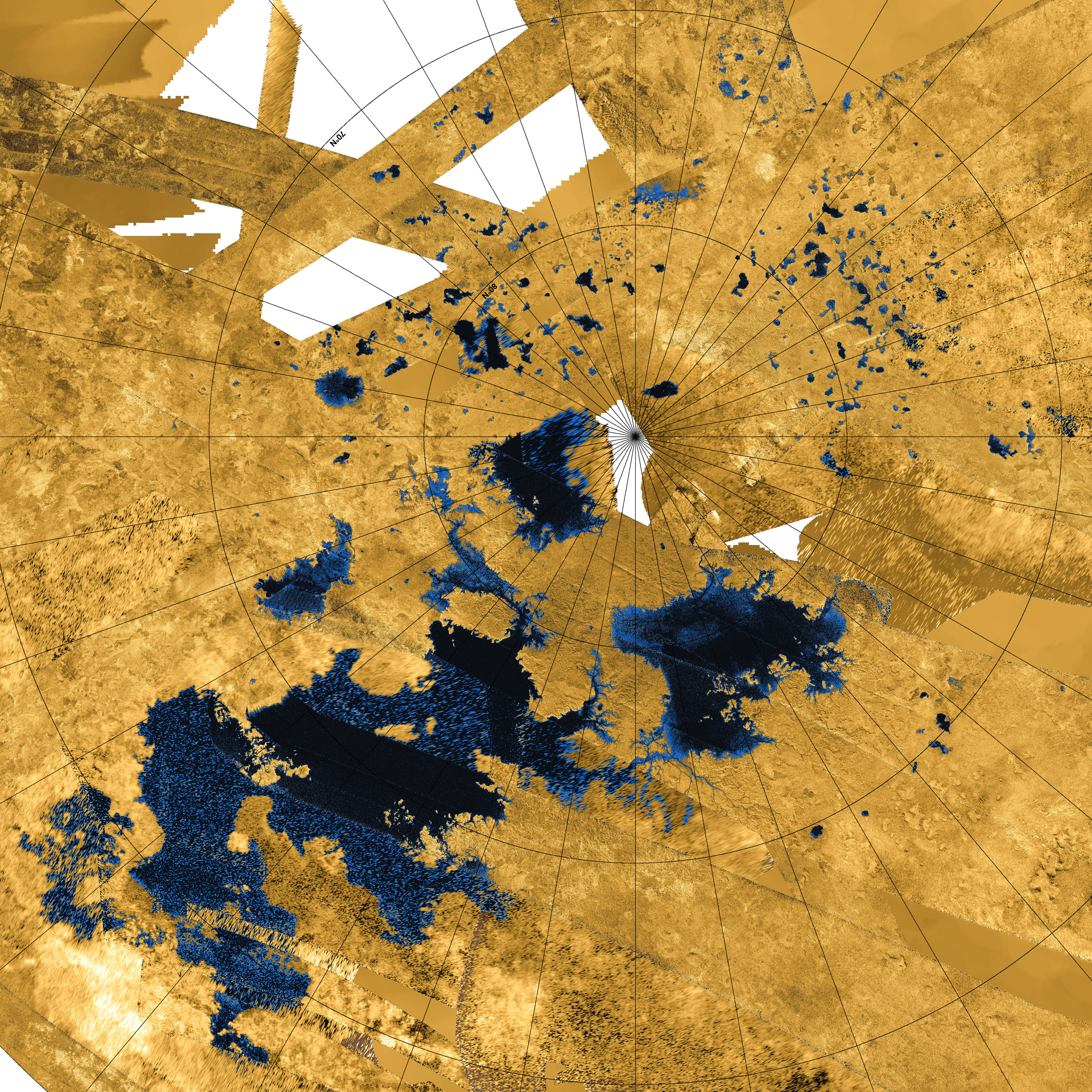
Mozaika radarowych obrazów północnych okolic podbiegunowych Tytana, uzyskanych przez sondę Cassini do 2013 r.

Jeziora na Tytanie – naturalne zbiorniki płynnych węglowodorów, znajdujące się na powierzchni Tytana. Znajdują się one w obszarach podbiegunowych, tworzy je mieszanina metanu i etanu. Ich istnienie było podejrzewane już po obserwacjach sond Voyager, które stwierdziły istnienie gęstej atmosfery, zawierającej duże ilości prostych węglowodorów. Potwierdzenie przyniosły badania misji Cassini-Huygens.

## Badania

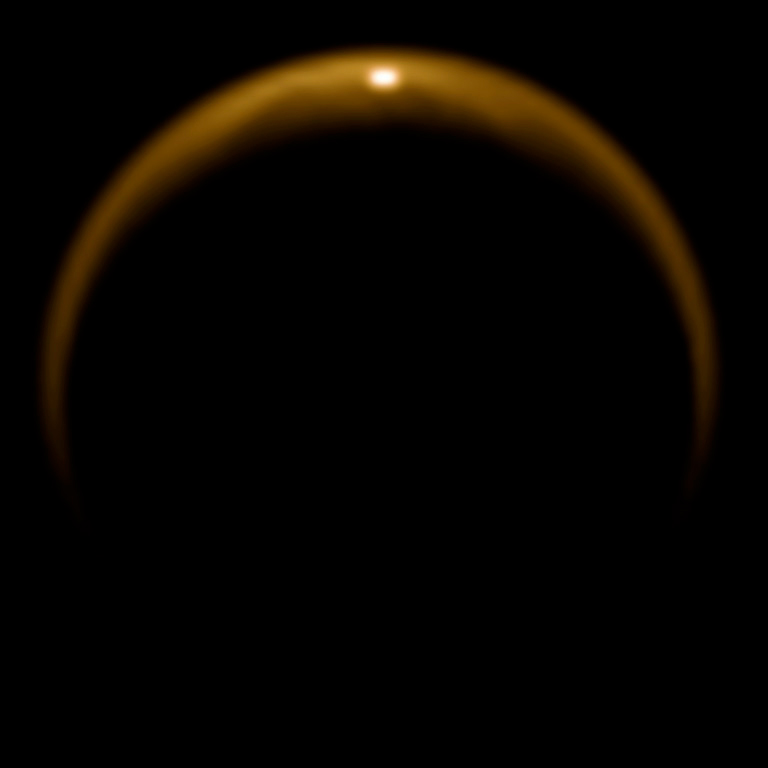
Odbicie światła od powierzchni Jingpo Lacus na północnej półkuli Tytana, widoczne w podczerwieni.

Zaobserwowane na zdjęciach radarowych, wykonanych przez sondę Cassini, gładkie obszary położone w obniżeniach terenu zostały uznane za przewidziane teoretycznie powierzchniowe zbiorniki cieczy. Zaobserwowano struktury przypominające rzeki, wpadające do domniemanych jezior, a także częściowo zatopione łańcuchy wzniesień. Jednak dopiero zarejestrowanie refleksu słońca (w zakresie podczerwieni) od tafli jednego z większych jezior na półkuli północnej, ostatecznie potwierdziło ich ciekłą naturę.
Zbiorniki węglowodorów na półkuli północnej są znacznie większe niż te na półkuli południowej. Podejrzewa się, że ta asymetria jest związana z eliptycznością orbity Saturna i podlega zmianom z okresem rzędu dziesiątek tysięcy lat. Zaobserwowane zostały sezonowe zmiany powierzchni jezior, przypuszczalnie związane z opadami metanowego deszczu. Na wybrzeżu Ontario Lacus, największego jeziora na półkuli południowej, znalezione zostały ślady falowania, jak również pierwsza znana delta rzeki na Tytanie.

### Obserwacje próbnika Huygens
Odkrycia w regionach polarnych kontrastują z odkryciami próbnika Huygens, który wylądował w pobliżu równika Tytana 14 stycznia 2005. Zdjęcia wykonane przez niego podczas opadania nie pokazywały otwartych obszarów cieczy, ale wyraźnie wskazywały na obecność cieczy w niedawnej przeszłości, ukazując blade wzgórza pocięte ciemnymi kanałami odpływowymi prowadzącymi do szerokich płaskich ciemniejszych regionów. Początkowo sądzono, że ciemny region może być jeziorem płynu lub przynajmniej smołopodobnej substancji, ale teraz wiadomo, że Huygens wylądował na ciemnym obszarze, który jest stały, bez śladów płynów. Penetrometr przebadał skład powierzchni w czasie upadku lądownika i początkowo zgłoszono, że substancja jest podobna do wilgotnej gliny lub może crème brûlée (twarda skorupa na kleistym materiale). Późniejsza analiza sugeruje, że odczyt został prawdopodobnie spowodowany przez przesunięcie dużego kamyka w czasie lądowania, a powierzchnię może być lepiej opisana jako „piasek” z ziaren lodu. Zdjęcia wykonane po lądowaniu pokazują płaską powierzchnię pokrytą kamykami. Kamyki mogą być zbudowane z lodu wodnego i są nieco zaokrąglone, co może sugerować działanie płynów. Termometry pokazały bardzo szybki odpływ ciepła z próbnika, co sugeruje występowanie wilgotnego gruntu, dodatkowo jedno ze zdjęć pokazuje światło odbite przez kroplę rosy spadającą w polu widzenia kamery. Słabe oświetlenie na Tytanie pozwala na odparowanie tylko jednego centymetra rocznie (na Ziemi metra), ale atmosfera utrzymuje odpowiednik 10 metrów płynu zanim spadnie deszcz (na Ziemi tylko kilka centymetrów). Dlatego sądzi się, że na Tytanie powinny występować powodujące powodzie ulewne deszcze w odstępach dziesiątek lub setek lat. Cassini obserwował równikowe ulewy tylko raz od 2004. Mimo to znaleziono wiele stosunkowo trwałych jezior węglowodorów (w tym jedno wielkości połowy Wielkiego Jeziora Słonego oraz co najmniej metrowej głębokości blisko miejsca lądowania Huygensa w regionie Shangri-La). Jak na Ziemi, prawdopodobnym źródłem płynów jest podziemna warstwa, innymi słowy suchy obszar równikowy zawiera „oazy”.

### Proponowany lądownik

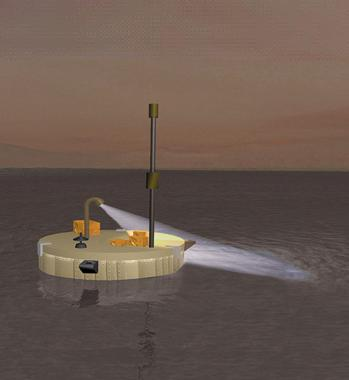
Wizualizacja lądownika na powierzchni jeziora

Agencja NASA i ESA rozważały wysłanie lądownika, który osiadłby na powierzchni Ligeia Mare i przeprowadził badania in situ, m.in. zrzucając sondę na dno jeziora. Został on zaproponowany wstępnie jako osobna misja TiME (Titan Mare Explorer), a później włączony w program misji TSSM (Titan Saturn System Mission), której start planowano na 2020 r. W 2009 roku priorytet przyznano badaniom Jowisza i jego księżyców, a misję do układu Saturna odłożono na bliżej nieokreśloną przyszłość.

## Największe jeziora na Tytanie
Jeziora na Tytanie znacznie różnią się wielkością. Największe spośród nich są nazywane morzami (maria) i noszą nazwy potworów morskich z różnych wierzeń, mniejsze nazywa się jeziorami (lacus), noszą one nazwy ziemskich jezior. Do roku 2007 zaobserwowano na powierzchni Tytana około 400 jezior, z ich łącznej powierzchni 70% stanowią morza z półkuli północnej, o powierzchni większej niż 26 000 km².
Tabela zawiera podstawowe informacje o największych jeziorach Tytana:
| Nazwa         | Współrzędne                              | Średnica (km) | Pochodzenie nazwy                                        |
| ------------- | ---------------------------------------- | ------------- | -------------------------------------------------------- |
| Kraken Mare   | ⌘ 68,0°N 310,0°W/68,000000 -310,000000   | 1170          | Kraken, potwór morski z podań skandynawskich             |
| Ligeia Mare   | ⌘ 79,0°N 248,0°W/79,000000 -248,000000   | 500           | Ligeja, jedna z syren z mitologii greckiej               |
| Punga Mare    | ⌘ 85,1°N 339,7°W/85,100000 -339,700000   | 380           | Punga, nadnaturalna istota morska w wierzeniach Maorysów |
| Jingpo Lacus  | ⌘ 73,0°N 336,0°W/73,000000 -336,000000   | 240           | Jezioro Jingpo Hu w Chinach                              |
| Ontario Lacus | ⌘ 72,0°S 183,0°W/-72,000000 -183,000000  | 235           | Jezioro Ontario na granicy Kanady i Stanów Zjednoczonych |
| Hammar Lacus  | ⌘ 48,60°N 308,29°W/48,600000 -308,290000 | 200           | Słone jezioro Hawr al-Hammar w Iraku                     |